# ديب ليرنينج ستوديو
Deep Learning Studio برمجية تهدف إلى ايضاح إنشاء نماذج التعلم العميق المستخدمة في الذكاء الاصطناعي . وهو متوافق مع عدد من أطر عمل البرامج مفتوحة المصدر"هي البرمجيات التي يمكن الاطلاع والتعديل على شفرتها البرمجية باستخدام ترخيص يَمنحُ فيه المالك حقوق الدراسة، التعديل والتوزيع لأي شخص ولأي غرض كان" التي تستخدم بشكل واسع في الشبكات العصبية الاصطناعية ، بما في ذلك MXNet و Google TensorFlow .
قبل إصدار Deep Learning Studio في يناير 2017 ، كانت المهارة في Python ، من بين لغات البرمجة الأخرى، ضرورية في تطوير نماذج فعالة للتعلم العميق. سعى Deep Learning Studio إلى تسهيل عملية إنشاء النماذج من خلال واجهة مرئية تمكننا من سحب وإفلات واستعمال نماذج تعليمية سابقة التدريب على البيانات الجاهزة.
تعد شركة Deep Cognition Inc. التي تتخذ من تكساس مقراً لها، مطور برنامج Deep Learning Studio. في عام 2017 ، سمح البرنامج لـ Deep Cognition بأن يصبح الفائز النهائي لأفضل ابتكار في التعلم العميق في جوائز Alconics ، والتي تُمنح سنويًا لأفضل برنامج للذكاء الاصطناعي.
أطلقت Deep Cognition الإصدار 2.0 من Deep Learning Studio في مؤتمر GTC 2018 الخاص بـ NVIDIA في سان خوسيه، كاليفورنيا.
Fremont ، مورد منتجات الحوسبة المستندة إلى CA Exxact Corp ، يوفر أجهزة كمبيوتر سطح مكتب مصممة خصيصًا للتعامل مع أعباء عمل Deep Learning Studio.

## الميزات[1]
يتوفر Deep Learning Studio في نسختين: Desktop و Cloud ، وكلاهما برنامج مجاني . إصدار سطح المكتب متاح في Windows وUbuntu . يتوفر إصدار Cloud في تكوينات المستخدم المفرد والمتعدد المستخدمين. هناك حاجة إلى حساب Deep Cognition للوصول إلى إصدار Cloud. تسجيل الحساب مجاني.
يمكن لـ Deep Learning Studio استيراد نماذج Keras الحالية ؛ يستغرق أيضًا مجموعة بيانات كمدخل.
تتيح ميزة AutoML الخاصة بـ Deep Learning Studio إمكانية الإنشاء التلقائي لنماذج التعلم العميق. قد يختار المستخدمون الأكثر تقدماً إنشاء نماذجهم الخاصة باستخدام أنواع مختلفة من الطبقات والشبكات العصبية.
يحتوي Deep Learning Studio أيضًا على مكتبة من وظائف الخسارة ومحسّنات للاستخدام في توليف المعلمات، وهي منطقة معقدة تقليديًا في برمجة الشبكات العصبية.
يمكن تدريب النماذج المولدة باستخدام وحدات المعالجة المركزية أو وحدات معالجة الرسومات . يمكن بعد ذلك استخدام النماذج المدربة للتحليلات التنبؤية .
تم الاستشهاد ببرنامج Learning Learning Studio لكونه أداة تعليمية عميقة سهلة الاستخدام.
يمكنك مشاهدة المثال التالي : deep learning studio

## روابط خارجية
- الموقع الرسمي
- المدونة الرسمية